# Archileptocera decipiens
Archileptocera decipiens är en tvåvingeart som beskrevs av Oswald Duda 1920. Archileptocera decipiens ingår i släktet Archileptocera och familjen hoppflugor. Inga underarter finns listade i Catalogue of Life.